# Natasha Morrisonová
Natasha Morrisonová, nepřechýleně Natasha Morrison (* 17. listopadu 1992) je jamajská sprinterka. S jamajskou sprinterskou štafetou je dvojnásobnou mistryní světa a olympijskou vítězkou v běhu na 4 x 100 metrů. 